# شانا مک‌دونالد
شانا مک‌دونالد (انگلیسی: Shauna Macdonald؛ زادهٔ ۲۱ فوریهٔ ۱۹۸۱) بازیگر تلویزیون و سینمای اهل بریتانیا است. وی از سال ۱۹۹۹ میلادی تاکنون مشغول فعالیت بوده‌است.
از فیلم‌هایی که وی در آن نقش داشته است می‌توان به اره سه‌بعدی، اره ۶، نزول، سوگلی‌های عروسی، تاریخ جهش‌یافتگان و نزول قسمت ۲ اشاره کرد.